# Massena, Iowa
Massena là một thành phố thuộc quận Cass, tiểu bang Iowa, Hoa Kỳ. Năm 2010, dân số của thành phố này là 355 người.

## Dân số
Dân số qua các năm:
- Năm 2000: 414 người.
- Năm 2010: 355 người.